# Deborah Smith
Deborah Smith (n. 15 de diciembre de 1987) es una traductora de ficción coreana de origen británico y miembro de la Real Sociedad de Literatura. Tradujo The Vegetarian (La vegetariana), obra de la autora coreana Han Kang, por la que recibieron el Premio Internacional Man Booker en 2016.  Después de la publicación de la traducción al inglés de La Vegetariana, varios lectores coreanos acusaron a Smith de tomarse demasiadas libertades a la hora de traducir. Según los críticos, Smith atribuyó de manera errónea ciertas partes del diálogo a personajes que no les correspondían.  Sin embargo, Smith ha defendido su traducción afirmando que no se puede traducir literalmente un texto de un idioma a otro, por lo que los cambios eran necesarios. La propia autora de la obra apoya la traducción de Smith.
Smith empezó a aprender coreano en 2009, después de graduarse de la Universidad de Cambridge. Su motivación fue descubrir que había pocas traducciones de lengua coreana en inglés, pese a que Corea del Sur es un país moderno . Smith fundó Tilted Axial Press, una editorial sin ánimo de lucro especializada en ficción contemporánea de origen asiático. En la actualidad, Smith es parte del grupo de investigación de SOAS, la Escuela de Estudios Orientales y Africanos.
Suele evitar traducir textos con mucho diálogo, puesto que aprendió coreano a través de la lengua escrita y no por inmersión lingüística.
En junio de 2018, gracias a la iniciativa "40 Under 40", la Real Sociedad de Literatura reconoció a Smith como miembro. Esta iniciativa se centra en la elección de 40 escritores y escritoras que no superen los 40 años de edad para que formen parte de esta institución.

## Traducciones
- Han Kang, The Vegetarian (La Vegetariana) (2015)
- Ahn Do-Hyun, The Salmon Who Dared to Leap Higher (2015)
- Han Kang, Human Acts (Actos humanos) (2016)
- Bae Suah, A Greater Music (2016)
- Bandi, The Accusation (La acusación) (2017)
- Bae Suah, Recitation (2017)
- Bae Suah, North Station (2017)
- Han Kang, The White Book (2017)